# Selenia canescens
Selenia canescens là một loài bướm đêm trong họ Geometridae.